# Pompa

Simbologia utilizzata nei P&ID per indicare una pompa.

Una pompa è una macchina idraulica che sfrutta organi meccanici in movimento rotatorio o rettilineo alternativo per sollevare o comunque spostare e eventualmente raccogliere materiale fluido.
Una pompa opera in ambiente chiuso, tra un condotto di aspirazione e uno di mandata. Nelle pompe dinamiche (turbomacchine operatrici) il flusso è continuo (stazionario), mentre nelle volumetriche è discontinuo (instazionario).
Si intende normalmente per pompa il dispositivo usato per spostare liquidi, mentre si designa solitamente come compressore il dispositivo destinato allo spostamento di fluidi gassosi.

## Storia

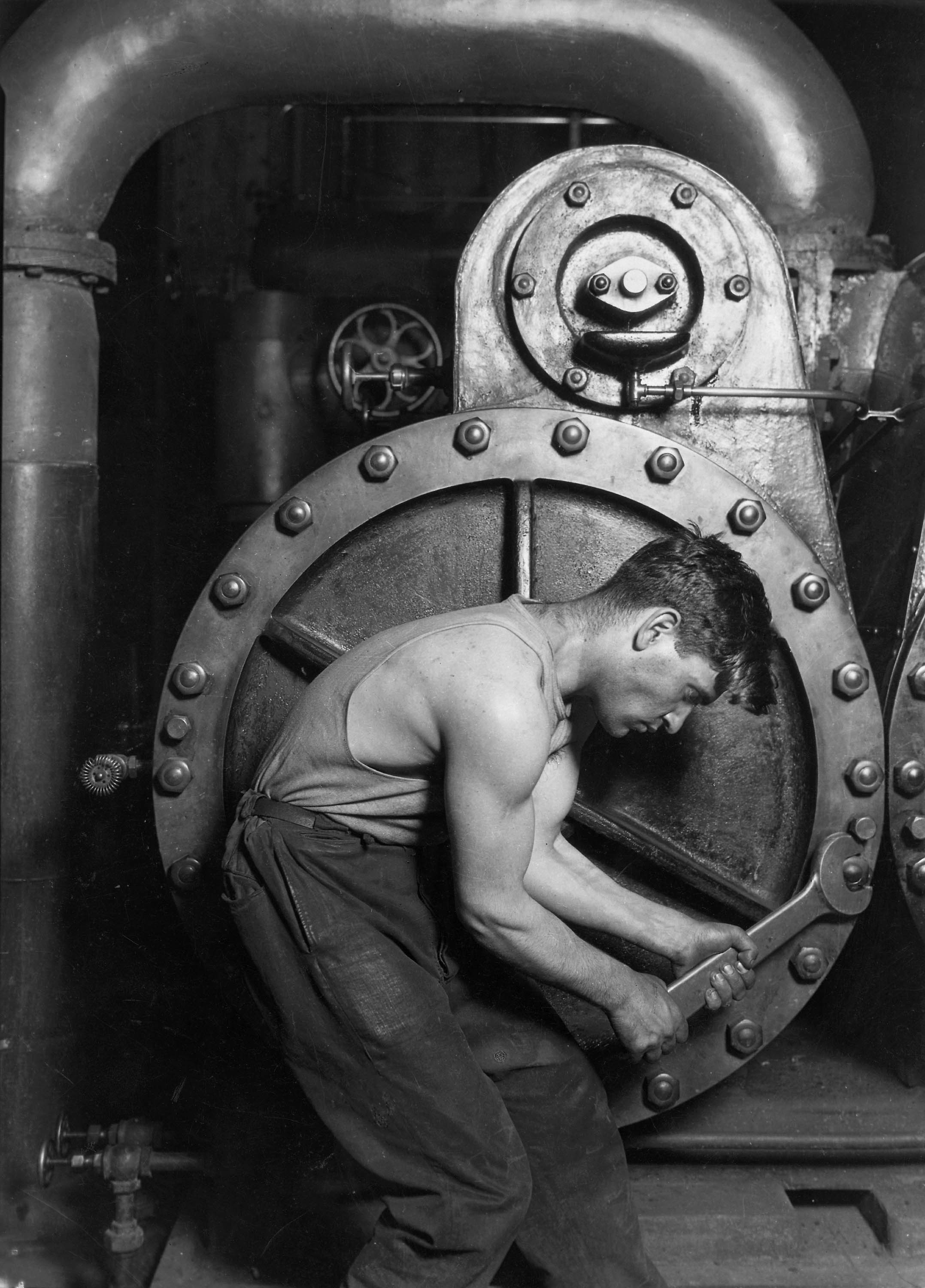
Meccanico al lavoro su una pompa a vapore, fotografia di Lewis Hine (1920)

La prima descrizione di una pompa si deve ad Archimede nel III secolo a.C. Si trattava di un trasportatore a vite noto come vite di Archimede. Questo tipo di pompa, sostanzialmente volumetrico (vedi sotto) sposta quantità costanti di liquido ad ogni rotazione. Per limitare i trafilamenti tra vite e statore, si usa per basse prevalenze ed alte portate. È oggi utilizzata come idrovora e come mezzo di sollevamento negli impianti di depurazione delle acque.
La noria, che risale al Medioevo, consente il superamento di prevalenze più alte, limitate solo dalla complessità tecnica della realizzazione della pompa. È ancor oggi usata, specie in agricoltura, per medie portate e basse prevalenze.
La prima pompa da vuoto fu costruita da Otto von Guericke nel 1650, che se ne servì anche per condurre, nel 1654, il celebre esperimento con gli "emisferi di Magdeburgo".
Il progresso tecnico che ha consentito intorno al XVII secolo la realizzazione di sistemi biella/manovella e pistone/cilindro, ha permesso la realizzazione di pompe a stantuffo (vedi sotto) che, avendo limiti molto più alti di portata e prevalenza, consentivano il pompaggio (sostanzialmente) continuo di grandi quantità di fluido a grandi altezze o distanze: caso tipico, il pompaggio dell'acqua dalle miniere profonde. L'avvento del vapore ha perfezionato questo tipo di pompe, ed ha consentito di raggiungere potenze (e quindi portate e prevalenze) assai più alte.
Nel XIX secolo, dapprima per il miglioramento dei motori a vapore, poi per la diffusione delle turbine e dei motori elettrici, sono state sviluppate le pompe di tipo dinamico (soprattutto le pompe centrifughe).
Presso il Museo di Fisica di Sapienza Università di Roma sono conservate diverse pompe provenienti dal gabinetto fisica della Sapienza e dalla Regia Università di Via Panisperna, tra le quali
- pompa Golaz a un cilindro: si tratta di una pompa volumetrica realizzata nella seconda metà dell'Ottocento per la necessità di operare a pressioni sempre maggiori per poter esaminare il comportamento dei gas, in particolare per determinare le condizioni alle quali avviene il loro passaggio di stato. La pompa Golaz è facile da manovrare per la presenza del volano che distribuisce in modo costante lo sforzo dell'utilizzatore. Fu ideata per operare con gli apparati costruiti per V. Regnault, professore all'Ecole Polytechnique di Parigi. Per limitare le fughe che si producono alle valvole quando queste siano costruite interamente in metallo, solidalmente con i dischi delle valvole è posto un disco in cuoio, intagliato da due fenditure a mezzaluna, che opera come guarnizione del pistoncino della valvola metallica. Con questa pompa usata come premente si potevano ottenere fino a 20 atmosfere; poteva essere utilizzata anche come aspirante grazie alla disposizione delle valvole[3].
- pompa premente a due cilindri in vetro: a Ctesibio fu attribuita l'invenzione della pompa a compressione, dotata di un pistone che si muove all'interno di un cilindro, muniti di valvole e denominata siringa. In seguito si realizzò una macchina per comprimere l'aria, caratterizzata da una campana di vetro serrata fra due piatti, tenuti da colonnine con dadi o galletti, e racchiusa in una rete per proteggere l'operatore dalle schegge causate da una eventuale esplosione, successivamente sostituita con un cilindro di vetro spesso al fine di ridurre la probabilità di esplosione. Nel secondo Ottocento furono costruiti alcuni tipi di pompe per rarefare utilizzabili pure per comprimere, ma con risultati modesti; furono ideate invece le prime macchine apposite per esperienze sulla compressibilità dei gas e per la loro liquefazione.[4]
- campana pneumatica con manometro: nella seconda metà del Settecento invalse l'uso di collegare al percorso d'aspirazione della pompa pneumatica un manometro ideato da Smeaton nel 1751 ca., composto da una provetta contenente un barometro tronco a sifone nel quale del mercurio riempie parte delle branche di un tubicino piegato ad U, una delle quali chiusa. Verso la cima della branca chiusa si crea una strozzatura nel tubicino per evitare che il mercurio, tornando indietro troppo velocemente al ritorno dell'aria nella provetta, lo possa infrangere. Il sifone è fissato su una tavoletta graduata la cui scala ha lo zero a metà: si misurerebbe una pressione uguale a zero quando le altezze delle due branche del mercurio coincidessero fra loro e con lo zero della scala. Ciò che rende utile questo manometro è la sua piccola taglia, mentre non è in grado di dare indicazioni fino a che la pressione (misurata in mmHg) non diviene inferiore alla distanza (in millimetri) fra la cima e il fondo della branca chiusa. Per misurare costantemente la pressione sarebbe necessario un barometro di Torricelli.[5]

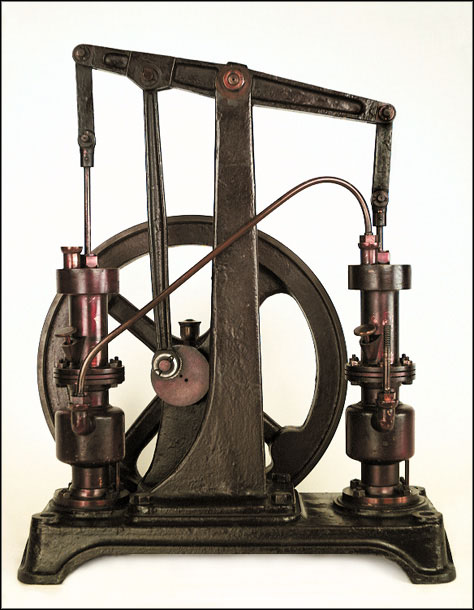
Zambelli e Omodei, Torino 1902, 57x32x73 cm

- pompa Geryk a due cilindri a stantuffo a olio: Zambelli e Omodei, Torino 1902, 57x32x73 cm ideata da Geryk nel 1892, fu molto usata nel primo quarto del XX secolo, anche come pompa preparatoria per successive macchine per alto vuoto. Per evitare sia lo spazio nocivo, ovvero lo spazio che resta fra il cilindro, le valvole e il pistone quando questo è alla fine della corsa, sia gli interstizi, fra i vari metodi utilizzati si è fatto ricorso alla parziale sostituzione della testa del pistone di materia solida con una sostanza liquida, tipicamente un olio per prevenirne la diffusione del vapore a bassa pressione. Con una buona pompa Geryk si potevano ottenere pressioni dell'ordine di 10−2 mmHg, ma accoppiandone due, di modo che ciascuna sia collegata all'altra (ottenendo una macchina a doppio effetto) e impiegando olii a minore pressione di vapore saturo, si riuscivano ad ottenere pressioni dell'ordine di 10−4 mmHg.

## Caratteristiche principali

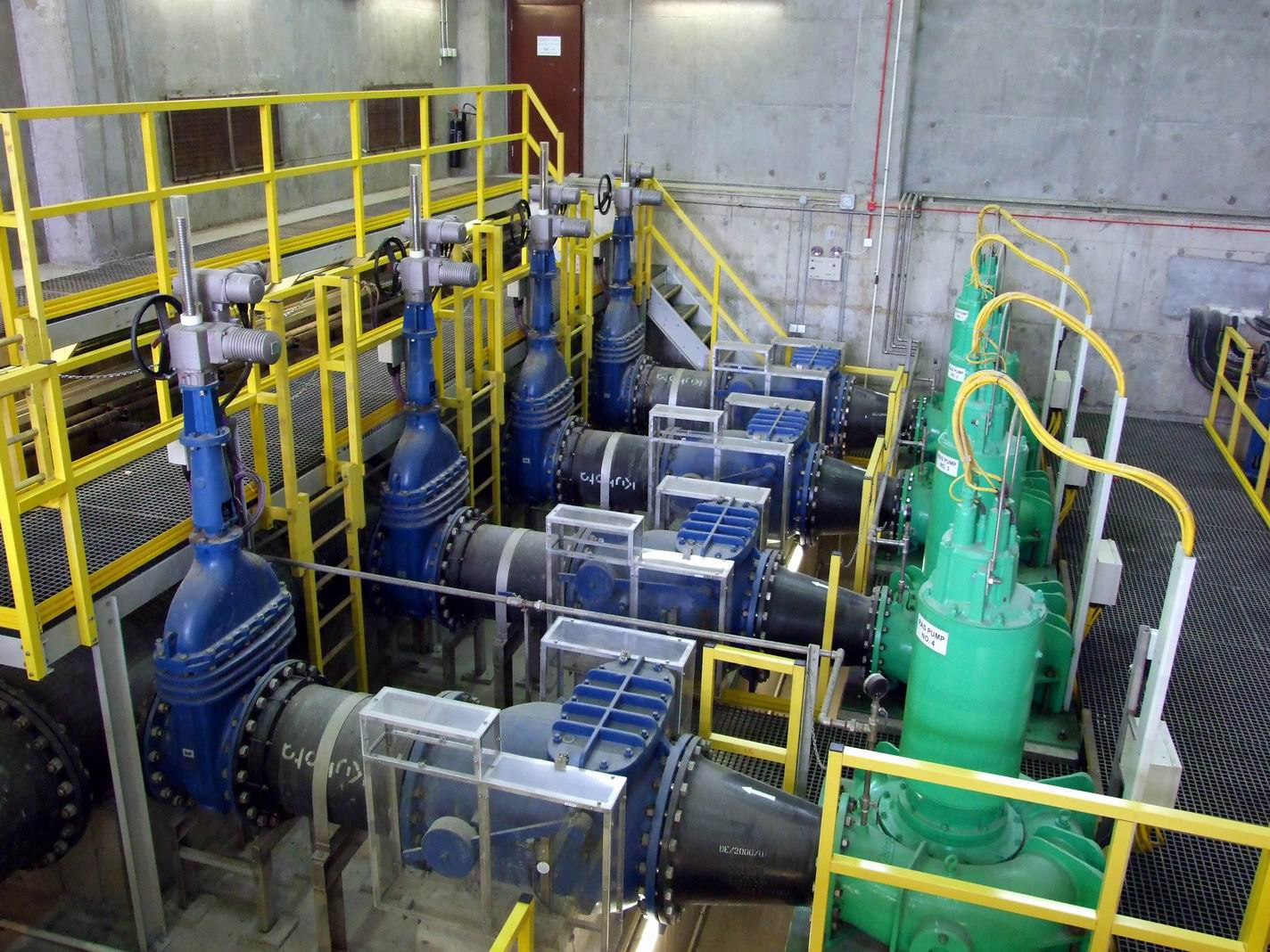
Stazione di pompaggio in un impianto di trattamento delle acque.

Come accennato, le pompe sono caratterizzate da:
- portata  Q - ovvero il volume di fluido spostata nell'unità di tempo, espresso normalmente in m3/s, ma più comunemente in m3/h (metri cubi l'ora) o l/min (litri al minuto) o l/s (litri al secondo) a seconda delle dimensioni della pompa;
- velocità di pompaggio (ovvero volume di sostanza spostata in funzione del tempo);
- prevalenza H - ovvero il dislivello massimo di sollevamento, espressa normalmente in metri.

La prevalenza H della pompa è somma di diverse variabili H=Hg+Y+Σi:
- l'altezza geodetica di aspirazione Ha, che rappresenta la differenza di livello tra l'asse della pompa e la superficie del liquido da sollevare;
- l'altezza geodetica di mandata Hm, cioè la differenza tra i livelli della superficie del bacino nel quale i liquido è pompato e dell'asse della pompa.
- prevalenza geodetica (Hg=Hm+Ha) cioè la differenza dei peli liberi del liquido nel serbatoio di mandata e in quello di aspirazione;
- le perdite di carico Y distribuite e che sono le perdite di energia causate dallo sfregamento del liquido lungo le pareti delle tubazioni (attrito viscoso) e le perdite di carico localizzate Σi dovute alla presenza di restringimenti, curve, ecc.

Alcune caratteristiche fisiche e fluidodinamiche sono influenti sulla scelta delle pompe, come viscosità, densità e temperatura.
Le pompe si differenziano oltre che in funzione della prevalenza, della portata e delle caratteristiche del liquido da pompare, anche in base alla forza motrice applicata (es. pompe elettriche, pompe a motore a scoppio).

## NPSH
Un parametro specifico delle pompe è l'NPSH (differenza tra la pressione in un punto di un generico circuito idraulico e la tensione di vapore del liquido nello stesso punto).
Si consideri che l'aspirazione di una pompa avviene per differenza di pressione, quindi in condizioni normali di funzionamento, se una pompa deve aspirare da un pelo libero più basso della pompa stessa (installazione soprabattente o in aspirazione), dovrà creare una depressione alla bocca di aspirazione tale da far sollevare il fluido di un'altezza pari al dislivello.
In condizioni normali, la pressione atmosferica standard è pari alla pressione di 10,332 metri d'acqua, quindi al massimo, idealmente creando il vuoto con la pompa alla bocca di aspirazione, l'acqua potrà risalire, dal pelo libero spinta dalla pressione atmosferica lungo il tubo di aspirazione, fino ad una altezza di 10,332 metri. In pratica, considerando le perdite di carico nei condotti, l'altezza massima di risalita del fluido sarà inferiore.
Quindi il dislivello massimo, dal pelo libero, da cui è possibile teoricamente pompare acqua è pari a 10,332 metri.
Nel caso in cui il liquido da pompare è mercurio (che ha una densità di 13579 kg/m3), il dislivello massimo teorico sarebbe di 0,76 metri.
In realtà il fluido avrà una tensione di vapore superiore a 0, per cui, pompando acqua e sollevandola da 10,332 metri, questa bollirebbe nel tubo di aspirazione.
Esistono quindi limitazioni alle condizioni di aspirazione delle pompe, indipendentemente dalla tecnologia costruttiva adottata.

## Classificazione
Le pompe si suddividono in:
- Volumetriche - il pompaggio del liquido avviene per mezzo dello spostamento o variazione di volume.
- Fluido-dinamiche o idrauliche - il pompaggio del fluido avviene per mezzo della dinamicità indotta nel fluido stesso.

Tipologie di pompe volumetriche:
- Ad ingranaggi
- A lobi
- A palette
- A vite
- A pistoni

Portata: esse possono essere:
- A portata costante
- A portata variabile

Disposizione:
- Di superficie, quando la pompa è posta fuori dal liquido che deve spostare ed utilizza un tubo di pescaggio
- Ad immersione, quando la pompa è immersa nel liquido che deve spostare
- Integrate, quando la pompa non è un elemento a sé stante, ma deve essere assemblata in un determinato apparecchio, come le pompe delle centrali termiche o le pompe acqua delle automobili, che possono fungere anche da registro tensione della distribuzione.
- Di spurgo, sono delle pompe a metà strada tra quelle di superficie e quelle ad immersione, in quanto possono essere sommerse, ma non devono per forza di cose essere ricoperte dal liquido per poter funzionare e quindi essere raffreddate, inoltre generalmente non permettono salti di pendenza elevati.

### Pompe volumetriche
Le pompe di tipo volumetrico sfruttano la variazione di volume o lo spostamento di una camera per provocare un'aspirazione o una spinta sul fluido.
La caratteristica fondamentale è che la portata erogata è costante per ogni ciclo di funzionamento e non dipende dalla prevalenza, ma solo dal numero di cicli effettuati nell'unità di tempo.
Possono essere:
- alternative
- rotative

I principali tipi di pompe alternative sono:
- a stantuffo o pistone, in cui la variazione di volume è ottenuta con lo scorrimento alternato di un pistone in un cilindro (è il caso delle pompe per bicicletta).
- a diaframma o membrana, una variazione sullo stesso principio della pompa a stantuffo,
- pompe volumetriche a mano;

I principali tipi di pompa rotativa sono:
- la vite di Archimede;
- a ingranaggi, dove è sfruttata la variazione di volume causata dall'ingranamento dei denti di due ingranaggi;
- a camera variabile, a lobi o palette, ed a vite eccentrica,
- peristaltiche, basate sullo scorrimento di una strozzatura su un tubo.

### Pompe fluido-dinamiche
Il movimento del fluido è prodotto da un momento meccanico indotto nel fluido stesso.
Queste pompe non hanno bisogno di valvole, ma hanno lo svantaggio che la portata e l'efficienza diminuiscono con l'aumentare della pressione all'uscita.
A volte queste pompe hanno la necessità dell'adescamento, ovvero di essere inizialmente riempite di liquido per poter funzionare.
I principali tipi di pompe fluidodinamiche sono:
- centrifughe, basate sull'effetto centrifugo della sua girante su un fluido
- lineari, come gli eiettori
- magnetofluidodinamiche, basata sulla forza di Lorentz
- assiale o elicopompa, in grado di spingere il fluido con l'elica assialmente con direzione del fluido